# (4339) Almamater
(4339) Almamater est un astéroïde de la ceinture principale.

## Description
(4339) Almamater est un astéroïde de la ceinture principale. Il fut découvert le 20 octobre 1985 à l'Observatoire Kleť par Antonín Mrkos. Il présente une orbite caractérisée par un demi-grand axe de 2,19 UA, une excentricité de 0,18 et une inclinaison de 2,2° par rapport à l'écliptique.

## Compléments